# Ферьеландская церковь
Ферьеландская церковь (швед. Färgelanda kyrka) — лютеранская церковь, принадлежащая приходу Ферьеланда-Хёгсетер диоцеза Карлстада. Он расположен на холме в центральном городе коммуны Ферьеланда.

## Здание церкви
Нынешняя церковь была построена в 1869-1870 годах и заменила средневековую каменную церковь, расположенную к югу от новой церкви. Церковь была построена самими прихожанами под руководством строителя Андерса Петтерссона из Вёрсоса. Движущей силой строительства церкви был пастор Йохан Ферлин. Только в 1873 году, когда была налажена органная работа, церковь была освящена епископом Клаасом Германом Рундгреном.
Церковь состоит из длинных зданий с прямым хором и более узкой и нижней ризницей на востоке. На западе находится церковная башня с притвором и входом. Башня имеет колпак, увенчанный фонарем и шпилем. Церковный зал покрыт ступенчатой крышей.

### Реновация
Первая капитальная реконструкция была проведена в 1940 году, когда в основном был изменён интерьер. Перламутровая панель между стропилами была обшита масонитом, а звёздное небо на хорах было закрашено. В 1962 году церковь подверглась внешней реконструкции, когда фасад был оштукатурен, а крыша башни покрыта новым медным листом. Ещё одна реконструкция была произведена в 1970 году, когда некоторые изменения с 1940 года были возвращены к оригиналу, в том числе звёздное небо на хорах. Фасад был оштукатурен в 1985 году, когда цементная штукатурка 1962 года была заменена оригинальной известковой штукатуркой. Последняя реконструкция интерьера была проведена в 1995—1996 годах под руководством архитектора Йерка Альтона. Первоначальная цветовая гамма церковного помещения была восстановлена, и церковь была приспособлена для людей с ограниченными возможностями.
В 2012—2013 годах была проведена капитальная внешняя реконструкция фасада здания церкви. Штукатурка была полностью заменена, а повреждения в стене устранены.

## Оборудование

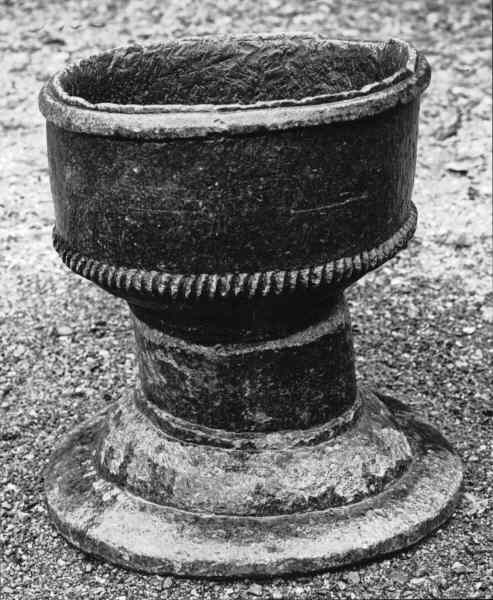
Купель для крещения 13 века

В церкви есть две купели для крещения. Самая старая из них сделан из мыльного камня и датируется 13 веком. Её высота 62 см и она состоит из двух частей. Купель имеет простой круглый стержень вверху и прочный веревочный стержень внизу. На стержне отсутствуют украшения, есть повреждения, но несерьезные. Раньше купель стояла в нише, где находился северный вход. Теперь она заменила более новый, построенный в 1977 году из полированного искусственного камня, и теперь стоит в южной части хора. Он был снабжен серебряной вставкой, используемой при крещении.
Нынешний алтарь представляет собой триптих, выполненный в 1970 году Гарри Свенссоном. Это раскрашенный и позолоченный рельеф с изображением Тайная вечеря Иисуса с учениками.
Церковный колокол отлит еще в 1696 году. Два других были куплены пастором Йоханом Ферлином.

### Орган
Орган построен в 1872 году Йоханом Николаусом Сёдерлингом из Гётеборга из 17 частей, двух руководств и педали.